# 舍夫勒山
65°46′S 64°0′W / 65.767°S 64.000°W
舍夫勒山是南極洲的山峰，位於葛拉漢地西部，處於勒魯灣東南面9公里，海拔高度1,615米，由法國探險隊發現，以該國動物學家命名。